# Geomys jugossicularis
Geomys jugossicularis és una espècie de mamífer rosegador de la família del geòmids, que viu al centre i sud dels Estats Units, al estats de Colorado, Kansas, Oklahoma, Nebraska i Texas.

## Taxonomia
Descrita per primer cop per Hooper el 1940, inicialment va ser considerada una subespècie de G. lutescens, i posteriorment del gòfer petit. Finalment, el estudis de Sudman et al. (2006), basats en les dades moleculars, van revelar que patrons de ramificació i les distàncies genètiques donen suport a la ubicació jugossicularis com a espècie.

## Estat de conservació
Com que es tracta d'una espècie recentment reconeguda com a tal, encara no ha estat registrada per la UICN.